# Jomei Tennō
Jomei Tennō (舒明天皇 Jomei-tennō?, 593 – 17 de noviembre de 641) fue el 34.º emperador de Japón, según el orden tradicional de sucesión. Reinó entre 629 y 641. Antes de ser ascendido al Trono de Crisantemo, su nombre personal (imina) era Príncipe Imperial Tamura (Tamura-shinnō).

## Genealogía
Fue nieto del Bidatsu Tennō, tanto del lado materno como paterno. Su padre fue el Príncipe Oshisakahikohito-no-Ōe y su madre fue la Princesa Nukate, quien era la hermana menor de su esposo.
- Princesa Takara (594 – 661), futura Emperatriz Kōgyoku y Emperatriz Saimei

- Emperador Tenji (626 – 672)
- Emperador Tenmu (631 – 686)
- Princesa Hashihito (¿? – 665), Emperatriz Consorte del Emperador Kōtoku

- Soga no Hote-no-iratsume, hija de Soga no Umako

- Príncipe Furuhito-no-Ōe (ca.612 – 645)
- Princesa Nunoshiki

- Awata no Kagushi-hime

- Princesa Oshisaka-no-watamuki

- Soga no Tetsuki-no-iratsume, hija de Soga no Emishi

- Princesa Yata

- Kaya no Uneme, dama de la Corte de baja categoría proveniente de Kaya

- Príncipe Kaya

## Biografía
Sucedió a su tía abuela, la Emperatriz Suiko, quien no logró indicar al que sería su sucesor. Antes de morir, la Emperatriz Suiko convocó al Príncipe Imperial Tamura y al hijo del Príncipe Shōtoku, el Príncipe Yamashiro-no-Ōe, y conversó con ellos justo en el momento de su muerte. Tras la muerte de la emperatriz, la corte fue dividida en dos facciones, cada una apoyando a los príncipes que disputaban al trono. Soga no Emishi, el líder del clan Soga, apoyó al Príncipe Tamura. Reclamó que las últimas palabras de la emperatriz indicaban su deseo de que el Príncipe Tamura le sucediera en el trono. El Príncipe Yamashiro-no-Ōe fue objeto de ataques del clan Soga y se suicidó con su familia entera.
Así, en 629, el Príncipe Tamura asciende al trono a la edad de 36 años con el nombre de Emperador Jomei. Durante su reinado, Soga no Emishi comenzó a acaparar poder político. 
El Emperador Jomei fallecería en el trono, en 641, a la edad de 48 años. Sería sucedido por su esposa, la Emperatriz Kōgyoku.
Dentro del Man'yōshū, se incluye un poema que se le atribuye al Emperador Jomei.